# Asuka (wrestler)
Kanako Urai, meglio nota con il ring name Asuka (浦井 佳奈子?, Urai Kanako; Osaka, 26 settembre 1981), è una wrestler giapponese sotto contratto con la WWE.
Urai ha iniziato la sua carriera da wrestler nel 2005, presso la Atoz, rimanendovi fino al suo primo ritiro avvenuto nel 2006; è tornata a combattere nel 2008, lavorando come freelancer per compagnie come la Joshi Women Puroresu, la Japan Ladies Pro-Wrestling e la Reina Joshi Puroresu. Nel 2015 ha firmato un contratto con la statunitense WWE.
In WWE ha detenuto una volta l'NXT Women's Championship, stabilendo il record per il regno più lungo nella storia del titolo con 510 giorni, una volta lo SmackDown Women's Championship, tre volte il Raw/WWE Women's Championship e quattro volte il Women's Tag Team Championship (due volte con Kairi Sane, una volta con Alexa Bliss e una volta con Charlotte Flair). Ha inoltre vinto la prima edizione della Women's Royal Rumble e della Mixed Match Challenge oltre che il Money in the Bank femminile.
In passato Urai ha lavorato come disegnatrice grafica e come giornalista di videogiochi; una precedente esperienza lavorativa presso Microsoft le è valsa una sponsorizzazione da parte dell'azienda, con un logo della console Xbox 360 raffigurato sul suo costume.

## Carriera

### Giappone (2005–2015)
Inizialmente grafica di professione, si appassiona al mondo del wrestling dopo essere divenuta fan di personaggi come Keiji Muto, Satoru Sayama, Yoshiaki Fujiwara, Antonio Inoki, Akira Maeda, Nobuhiko Takada, Masakatsu Funaki, Volk Han e Minoru Suzuki. Decide pertanto di intraprendere una nuova carriera e utilizzando il ring name Kana debutta il 16 giugno 2004 nella federazione femminile AtoZ, affrontando Leo-na.
Il 30 agosto 2014, Kana inizia a lavorare per la Reina Joshi Puroresu come consulente per le storyline. Dopo che Kana ha utilizzato il suo potere come autrice per privare Ariya & Makoto del Reina World Tag Team Championship, lei e Arisa Nakajima diventano le nuove campionesse il 20 novembre sconfiggendo Lin Byron & Syuri nella finale del torneo per l'assegnazione delle cinture, quando Syuri viene tradita dalla sua partner, pagata da Kana. Il 26 dicembre Kana sconfigge Syuri e conquista il Reina World Women's Championship. Dopo la vittoria, Kana si autonomina nuova "Reina General Producer" (GP) della federazione. All'inizio del 2015, Kana fonda la propria stable, originariamente chiamata Kana-gun, ma successivamente ribattezzata Piero-gun quando tutti i membri adottano il trucco da clown di Kana; i membri della fazione includono Makoto e Rina Yamashita, Alex Lee, Cat Power e La Comandante, Hercules Senga e Yuko Miyamoto. Il 12 gennaio 2015, Kana & Nakajima difendono con successo il Reina World Tag Team Championship contro Goya Kong & Muñeca de Plata. Il 25 febbraio a KanaProMania: Advance, Kana & Arisa Nakajima perdono i titoli Reina World Tag Team in favore di Hikaru Shida & Syuri. Il 25 marzo, Kana perde la sua posizione di Reina GP. In maggio Kana difende con successo il Reina World Women's Championship contro Gitana e Reyna Isis. Il 13 giugno Kana difende la cintura per la terza volta, questa volta contro Yako Fujigasaki. Il 31 agosto in vista della sua imminente fuoriuscita dalla compagnia, Kana riconsegna il Reina World Women's Championship. Combatte il suo ultimo incontro nella federazione il 4 settembre, quando lei e Syuri sconfiggono Konami & Makoto in un tag team match.

### WWE (2015–presente)

#### Striscia di imbattibilità (2015–2018)

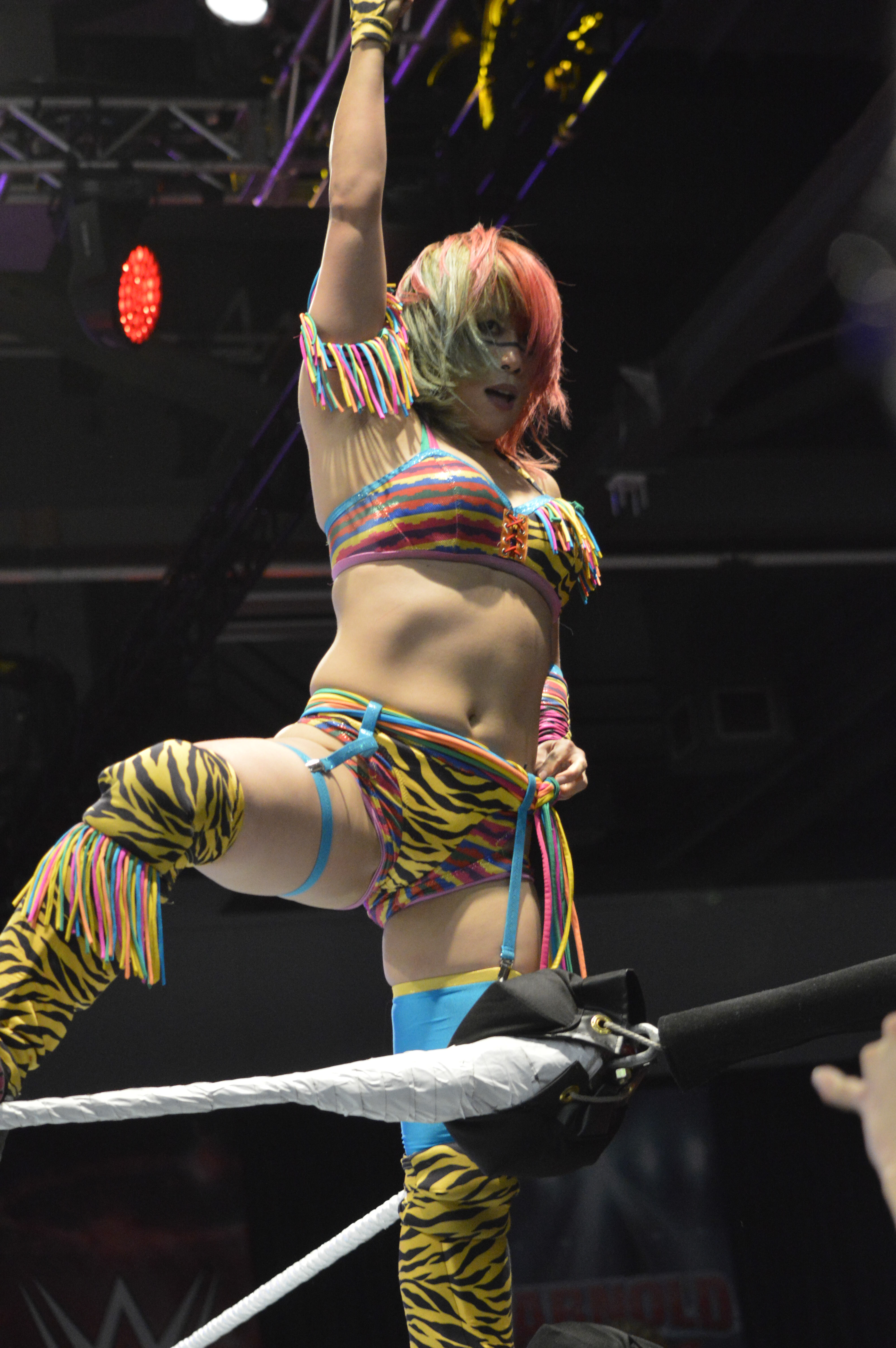
Asuka nel 2016

Il 22 agosto 2015 la Urai assiste all'evento NXT TakeOver: Brooklyn, dove viene intravista tra il pubblico ed identificata con il nome Kanna. Tale apparizione porta a speculazioni riguardo ad un suo possibile approdo nella compagnia di Stamford. Pochi giorni dopo, il 27 agosto, viene annunciato che la Urai aveva firmato un contratto con la WWE alcune settimane prima. L'8 settembre, la giapponese e la WWE tengono quindi una conferenza stampa nella città di Tokyo, annunciando che da lì a poco la Urai si sarebbe unita al territorio di sviluppo di wrestling della compagnia, NXT. Il suo debutto ufficiale viene programmato per la fine del mese. Compie un'apparizione nella puntata del 10 settembre di NXT, dove viene presentata con il nuovo ring name Asuka. Il nome viene scelto come omaggio alla veterana wrestler giapponese Lioness Asuka. La sua prima apparizione, andata in onda il 23 settembre, termina con un faccia a faccia con Dana Brooke ed Emma, culminato nel suo match di debutto il 7 ottobre ad NXT TakeOver: Respect, dove sconfigge Brooke. Asuka inizia così a scalare i ranking della federazione con convincenti vittorie, incluso un sorprendente successo su Cameron, continuando allo stesso tempo il suo feud con Brooke and Emma. Asuka ed Emma si affrontano finalmente il 16 dicembre ad NXT TakeOver: London, dove è nuovamente la giapponese ad uscire vittoriosa.
Nell'episodio di NXT del 13 gennaio 2016, Asuka prende parte ad un over-the-top-rope battle royal per determinare la sfidante numero uno al titolo NXT Women's Championship, detenuto da Bayley. Sarà però Carmella a trionfare nel match speciale. Il 10 febbraio trae in salvo Carmella dall'attacco di Eva Marie e Nia Jax, dopo un insuccesso della sfidante numero uno contro Bayley. Successivamente la giapponese sale sul ring per confrontare Bayley, indicando di voler ottenere anche lei una chance per il titolo femminile. Nell'episodio di NXT del 16 marzo Asuka e Bayley sconfiggono Eva Marie e Nia Jax in un tag team match, che culmina con l'annuncio da parte di William Regal di un match titolato fra le due compagne di squadra. Il 1º aprile ad NXT TakeOver: Dallas, Asuka sconfigge la campionessa in carica Bayley via sottomissione, conquistando l'NXT Women's Championship e divenendo la prima detentrice asiatica del titolo femminile. Nell'episodio di NXT del 27 aprile Asuka ha sconfitto Eva Marie. Successivamente inizia una faida con Nia Jax, divenuta nel frattempo la contendente numero uno per l'NXT Women's Championship. L'8 giugno difende con successo la cintura dall'assalto della Jax ad NXT TakeOver: The End. Il 20 agosto ha difeso con successo il titolo contro l'ex-campionessa Bayley a NXT TakeOver: Brooklyn II. Il 19 novembre Asuka ha difeso con successo il titolo contro una rientrante Mickie James a NXT TakeOver: Toronto. Il 28 dicembre a NXT Asuka ha difeso con successo il titolo contro la sua ex-rivale Nia Jax. Il 28 gennaio 2017 a NXT TakeOver: San Antonio Asuka ha difeso con successo l'NXT Women's Championship in un Fatal 4-Way match che includeva anche Billie Kay, Nikki Cross e Peyton Royce. Il 4 febbraio Asuka è diventata la detentrice più longeva del titolo con 277 giorni, superando il precedente primato che apparteneva a Paige con 308 giorni di regno; in realtà, tuttavia, la WWE aveva riconosciuto Asuka come la NXT Women's Champion più longeva della storia già dal 4 gennaio 2017 poiché il regno di Paige, durato 308 giorni, viene riconosciuto dalla WWE come se fosse durato 273 giorni. Il 1º aprile, a NXT TakeOver: Orlando, Asuka ha difeso con successo il titolo contro Ember Moon. Il 20 maggio a NXT TakeOver: Chicago Asuka ha difeso con successo il titolo in un Triple Threat match che includeva anche Nikki Cross e Ruby Riot. Il 21 agosto viene annunciato che Asuka ha subito un infortunio alla clavicola che la tiene fuori dalle scene per circa due mesi. Nella puntata di NXT del 6 settembre Asuka è stata costretta a rendere vacante il titolo in seguito all'infortunio subito, terminando così un regno record durato 510 giorni.
Nella puntata di Raw dell'11 settembre 2017 viene annunciato che Asuka è stata assegnata al brand dello show rosso dal General Manager Kurt Angle. Nella puntata di Raw del 9 ottobre è stato reso noto che Asuka affronterà Emma a TLC, dato che quest'ultima ha sconfitto Alicia Fox, Bayley, Dana Brooke e Sasha Banks in un Fatal 5-Way Elimination match con in palio appunto il diritto di affrontare Asuka. Il 22 ottobre, a TLC: Tables, Ladders & Chairs, Asuka debutta in un pay-per-view del roster principale sconfiggendo Emma. Il 19 novembre, a Survivor Series prende parte al 5-on-5 Traditional Survivor Series Women's Elimination match contro il Team SmackDown ed è risultata l'ultima sopravvissuta con tre eliminazioni (ha infatti eliminato Carmella, Natalya e Tamina), dando quindi la vittoria al suo team. Il 28 gennaio a Royal Rumble, Asuka ha fatto il suo ingresso nel primo match omonimo femminile col numero 25 ed ha vinto la contesa eliminando per ultima Nikki Bella. Il 25 febbraio all'evento Elimination Chamber, sconfigge Nia Jax in un match in cui se la Jax avesse vinto sarebbe stata inserita nell'incontro per il WWE Raw Women's Championship a WrestleMania 34.
L'11 marzo a Fastlane, Asuka è apparsa al termine del match tra Charlotte Flair e Ruby Riott per il WWE SmackDown Women's Championship (vinto dalla campionessa Charlotte); una volta sul ring, la giapponese ha indicato il logo di WrestleMania 34, dando il chiaro segnale di voler sfidare Charlotte per il titolo. Nella puntata di Raw del 12 marzo Asuka ha sconfitto Mickie James. L'8 aprile WrestleMania 34 affronta Charlotte Flair per il WWE SmackDown Women's Championship ma viene sconfitta ponendo così termine alla sua striscia di imbattibilità durata 914 giorni.

#### SmackDown Women's Champion (2018–2019)
Con lo Shake-up del 17 aprile 2018 Asuka è passata al roster di SmackDown. Il 17 giugno, a Money in the Bank, Asuka ha affrontato Carmella per il WWE SmackDown Women's Championship ma è stata sconfitta. Il 15 luglio, a Extreme Rules, Asuka ha affrontato nuovamente Carmella per il WWE SmackDown Women's Championship, in un match in cui James Ellsworth (manager di Carmella) è stato rinchiuso in una gabbia per squali sospesa sul ring, ma è stata sconfitta. Il 16 dicembre, a TLC: Tables, Ladders & Chairs, Asuka ha conquistato il WWE SmackDown Women's Championship per la prima volta sconfiggendo Becky Lynch e Charlotte Flair in un Triple Threat Tables, Ladders and Chars match. Nella puntata di SmackDown del 18 dicembre Asuka ha difeso con successo il titolo contro Naomi.
Il 26 marzo 2019 a SmackDown, Asuka perde il titolo in favore di Charlotte Flair in un match improvvisato sul momento, dopo un regno da campionessa durato 100 giorni. Tuttavia, Dave Meltzer di The Wrestling Observer rivela che Asuka avrebbe dovuto difendere la cintura a WrestleMania 35 contro la vincente del fatal four-way match tra Carmella, Mandy Rose, Naomi e Sonya Deville che venne cancellato all'ultimo minuto.

#### The Kabuki Warriors e Women's Tag Team Champion (2019–2020)
Il 16 aprile 2019 a SmackDown Live, Paige annuncia che sarebbe diventa la manager di un nuovo tag team femminile, formato da Asuka e dalla debuttante Kairi Sane proveniente da NXT. Il team di Asuka & Kairi Sane, denominato "The Kabuki Warriors", viene immediatamente inserito in un feud con The IIconics (Billie Kay & Peyton Royce) per il WWE Women's Tag Team Championship. The IIconics vengono battute dalle Kabuki Warriors durante il tour WWE a Tokyo, facendo guadagnare alle due ragazze un title match. Questo si svolge il 16 luglio a SmackDown, e le IIconics mantengono le cinture avendo perso per conteggio fuori dal ring (e in questo caso non c'è passaggio di titolo).
Dopo un breve periodo di pausa, The Kabuki Warriors tornano a settembre e sconfiggono Mandy Rose & Sonya Deville. Il 6 ottobre al ppv Hell in a Cell, le Kabuki Warriors conquistano il Women's Tag Team Championship sconfiggendo Bliss & Cross. La sera seguente a Raw, la coppia effettua un turn heel, apparendo in un promo contro Becky Lynch e Charlotte Flair e poi sconfiggendole in un match senza titoli in palio. Per effetto del draft in ottobre, Asuka & Sane passano entrambe a Raw. Le due tradiscono la propria manager Paige, terminando il rapporto con lei. Becky Lynch sfida Asuka a un match per il titolo Raw Women's Championship da svolgersi a Royal Rumble. All'evento, Asuka viene sconfitta.
A WrestleMania 36, le Kabuki Warriors perdono i titoli WWE Women's Tag Team Championship in favore di Alexa Bliss & Nikki Cross, dopo un regno durato 181 giorni. Il 13 aprile a Raw, Asuka si qualifica per il Money in the Bank ladder match sconfiggendo Ruby Riott. All'evento omonimo, Asuka si aggiudica la valigetta del Money in the Bank.

#### Raw Women's Champion (2020–2021)
Immediatmente dopo Money in the Bank, Becky Lynch rivela di avere reso vacante il titolo Raw Women's Championship a causa della sua gravidanza, e lo consegna direttamente ad Asuka, che incredula e felice, accetta di essere la nuova campionessa senza combattere. Abbraccia e ringrazia Becky Lynch, tornando di fatto una face nel processo; in seguito viene rivelato che Asuka "infranse" la kayfabe e mostrò una reazione genuina all'annuncio della Lynch che le consegnava il titolo. A Raw le Kabuki Warriors ufficializzano il loro turn face, iniziando un feud con la rientrante Nia Jax. Al ppv Backlash, Asuka difende il titolo contro Jax dopo che entrambe le lottatrici sono state contate fuori dal ring. Nel rematch del giorno dopo a Raw, Asuka difende nuovamente la cintura con successo. Asuka perde presumibilmente il Raw Women's Championship contro Sasha Banks al ppv The Horror Show at Extreme Rules dopo aver accecato indirettamente l'arbitro con l'asian mist e Bayley toglie la maglietta dell'arbitro, la indossa e conta lo schienamento, il che non è ufficiale. La notte successiva a Raw, Stephanie McMahon stabilisce che il risultato del match è annullato in un no-contest, quindi Asuka resta campionessa, nonostante la Banks avesse preso possesso della cintura vera e propria. Tuttavia, la settimana successiva, Asuka ha perso ufficialmente il titolo con il conteggio alla rovescia nella rivincita, dove la cintura poteva cambiare di mano per schienamento, sottomissione, conteggio fuori, squalifica o interferenza. Sasha Banks conquista il titolo quando Asuka sceglie di farsi schienare per salvare Sane da un attacco di Bayley. In seguito le Kabuki Warriors si sciolgono quando Sane lascia la WWE per andare in Giappone con il marito.
A Summerslam, Asuka affronta Bayley per il titolo SmackDown Women's Championship, e, successivamente anche Banks per il Raw Women's Championship; perde il primo incontro, ma riesce a sconfiggere Sasha Banks e vince il Raw Women's Championship. A Clash of Champions, Asuka sconfigge Zelina Vega mantenendo il titolo e sfida apertamente Bayley a un match per lo Smackdown Women's Championship, che vince per squalifica dell'avversaria. Dopo un breve feud con Lana, Asuka affronta Sasha Banks all'evento Survivor Series venendo sconfitta. Il 23 novembre a Raw, Asuka concede a Lana un match per il titolo Raw Women's, ma mentre l'incontro è in pieno svolgimento, Nia Jax e Shayna Baszler interferiscono nella contesa e il match termina in una squalifica. In seguito all'episodio, Asuka e Lana affrontano e sconfiggono Shayna Baszler e Nia Jax.
Nella puntata del 7 dicembre di Raw, Asuka sconfigge Shayna Baszler. Viene annunciato che Asuka e Lana avrebbero sfidato Shayna Baszler e Nia Jax al ppv TLC per i titoli Women's Tag Team. Tuttavia la settimana successiva, Lana viene attaccata da Jax e Baszler, che la lasciano incapace di lottare a TLC. Al pay-per-view, Asuka rivela Charlotte Flair come sua nuova partner, e le due sconfiggono Jax e Baszler conquistando i titoli di coppia, rendendo Asuka una doppia campionessa e la prima donna a detenere il Women's Tag Team Championship con due diverse partner. Tuttavia, Asuka e Flair perdono le cinture riconsegnandole a Jax e Baszler a Royal Rumble, a causa delle interferenze di Ric Flair e Lacey Evans. Perse il titolo dopo una breve faida con Rhea Ripley a WrestleMania 37.

#### Varie faide e regni titolati (2021–presente)
Dopo un breve periodo di pausa, tornò a Royal Rumble, dove prese parte all'omonimo match tornando con il personaggio interpretato precedentemente in Giappone, entrando con il numero 17 e venne eliminata da Rhea Ripley. Il 2 aprile, a WrestleMania 39, affrontò Bianca Belair per il Raw Women's Championship ma venne sconfitta.
Il 1º maggio, per effetto del Draft, tornò al roster di SmackDown. Il 27 maggio, a Night of Champions, riuscì infine a prevalere su Belair vincendo il Raw Women's Championship per la terza volta. Nella puntata di SmackDown del 30 giugno difese il titolo contro Charlotte Flair ma l'incontro finì in no-contest a causa dell'intervento di Bianca Belair. Due settimane dopo, a SmackDown, venne sconfitta per squalifica da Bianca Belair a causa dell'intervento di Charlotte Flair ma mantenne comunque la cintura. Il 5 agosto, a SummerSlam, perse la cintura in favore di Bianca Belair in un triple threat match che comprendeva anche Charlotte Flair dopo 70 giorni di regno. Il 22 settembre, a SmackDown, affrontò Iyo Sky per il Women's Championship ma venne sconfitta.  Il 7 ottobre, a Fastlane, fallì nel tentativo di conquistare il Women's Championship contro la campionessa Iyo Sky e Charlotte Flair in un triple threat match, che vide la prima difendere con successo la cintura. Nella puntata di SmackDown del 17 novembre si alleò ufficialmente con le Damage CTRL insieme ad Iyo Sky, Bayley, Dakota Kai e Kairi Sane attaccando Bianca Belair, Charlotte Flair e Shotzi. Il 25 novembre, a Survivor Series WarGames, le Damage CTRL vennero sconfitte da Bianca Belair, Becky Lynch, Charlotte Flair e Shotzi in un wargames match.
Nella puntata di SmackDown del 26 gennaio le Kabuki Warriors sconfissero Kayden Carter e Katana Chance vincendo il Women's Tag Team Championship per la seconda volta. Il 27 gennaio a Royal Rumble, partecipò all'omonimo incontro entrando col numero 7 ma venne eliminata da Kayden Carter e Katana Chance. Le Kabuki Warriors difesero le cinture nella rivincita contro Kayden Carter e Katana Chance il 5 febbraio a Raw. Il 24 febbraio, nel kickoff di Elimination Chamber: Perth, difesero le cinture di coppia contro Candice LeRae e Indi Hartwell. Nella puntata speciale NXT Roadblock del 5 marzo le Kabuki Warriors sconfissero Lyra Valkyria e Tatum Paxley mantenendo le cinture. Nella puntata di Raw dell'11 marzo sconfissero anche Shayna Baszler e Zoey Stark difendendo i titoli. Nella prima notte di WrestleMania XL le Damage CTRL, ovvero Asuka, Sane e Dakota Kai hanno perso un six-woman tag team match contro Bianca Belair, Jade Cargill e Naomi. Con il Draft del 2024 Asuka e le sue compagne sono passate al brand di Raw. A Backlash France, Asuka e Kairi Sane persero i titoli contro la nuova coppia formata da Belair e Cargill.
Due giorni dopo aver perso i titoli di coppia, Asuka ha rilevato di essere infortunata e di doversi fermare per curarsi. Durante la sua pausa le Damage CTRL si sono sciolte dopo il licenziamento di Dakota Kai.

## Personaggio

### Mosse finali

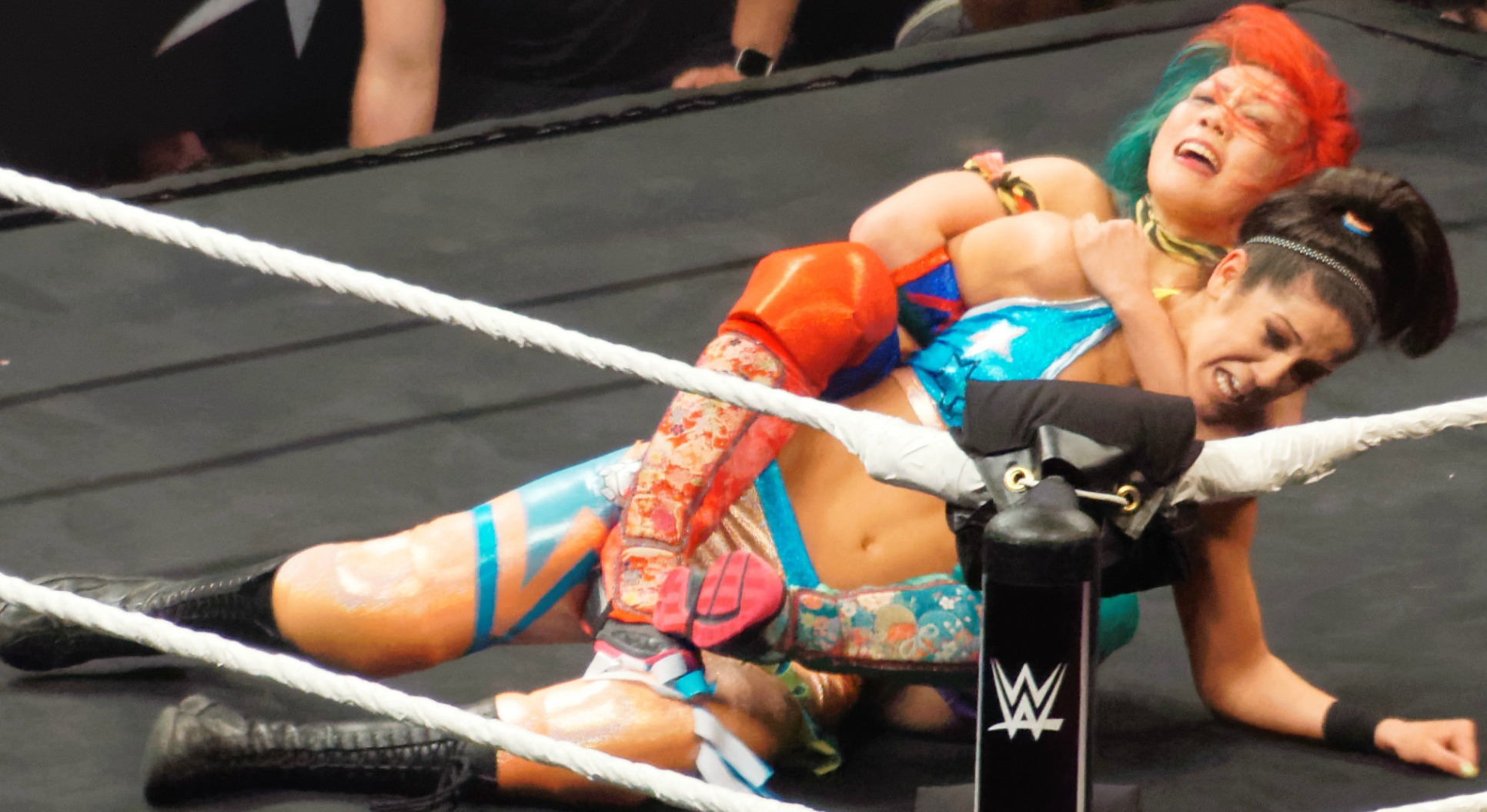
Asuka mentre applica la Asuka Lock su Bayley

- Come Asuka
  - Asuka Lock[6] (Crossface chickenwing seguita da un bodyscissors)[41]
  - Empress Kick (Spin kick)[43][46][120]
- Come Kana
  - Billiken (Running hip attack)[121]
  - Henkei Zombie-gatame (Leg trap camel clutch)[122][123][124] – 2013–2014
  - Kanagon (Grounded dragon sleeper)[121]
  - Kana Lock[125] (Crossface Chickenwing seguita da un bodyscissors)[121]
  - Seated Fujiwara armbar[126][127]

### Soprannomi
- "The Empress of Tomorrow"

## Titoli e riconoscimenti
- DDT Pro-Wrestling

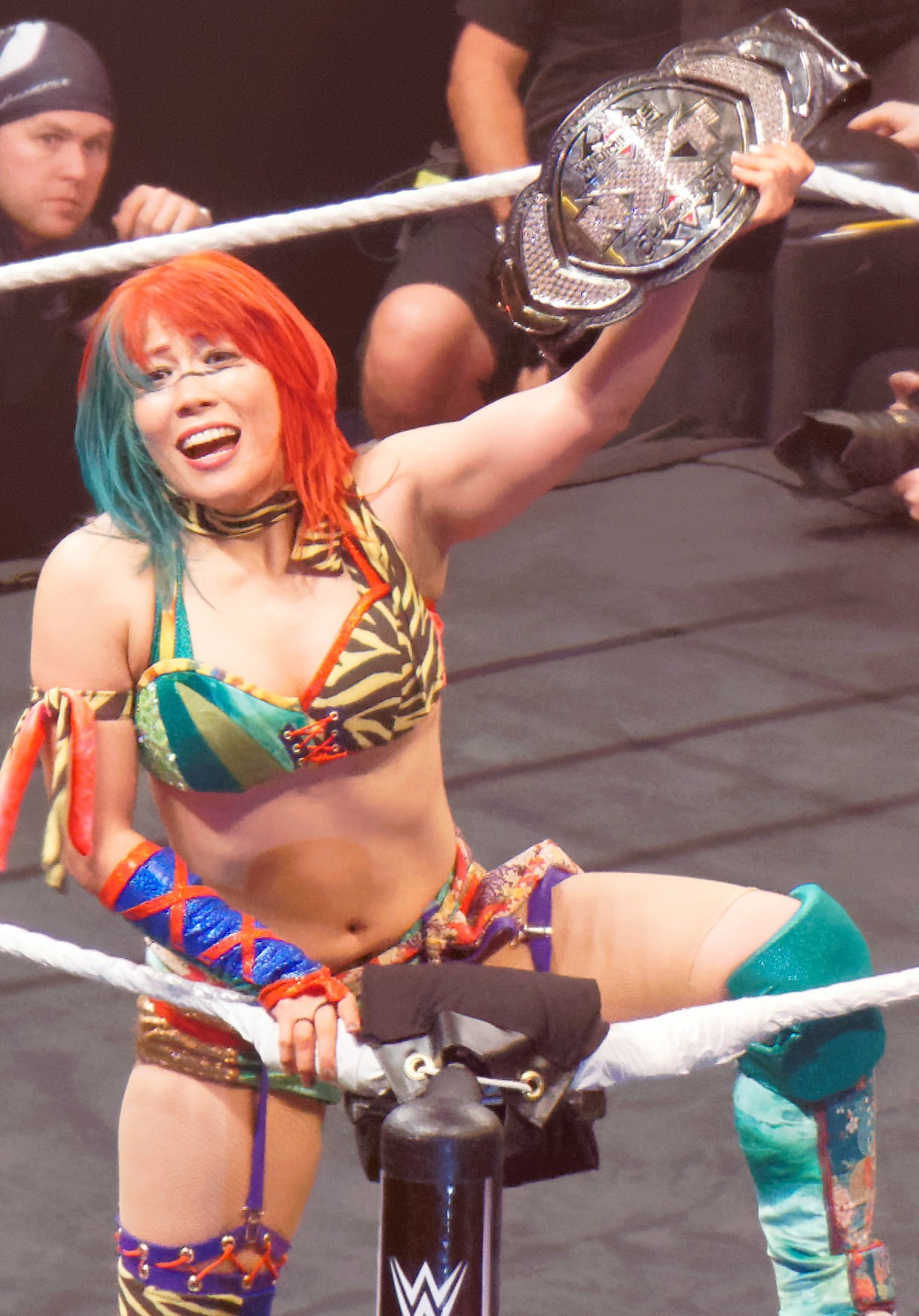
Asuka con l'NXT Women's Championship, titolo che ha detenuto una volta con 510 giorni di regno (il più lungo nella storia del titolo)

  - Ironman Heavymetalweight Championship (5)[121][128]
- JWP Joshi Puroresu
  - JWP Openweight Championship (1)[121]
  - Best Bout Award (2013) - vs. Arisa Nakajima il 15 dicembre[129]
  - Enemy Award (2013)[129]
- Kuzu Pro
  - Kuzu Pro Diva Championship (1)[130]
- NEO Japan Ladies Pro Wrestling
  - NEO Tag Team Championship (1) – con Nanae Takahashi[121][131]
- Osaka Joshi Pro Wrestling
  - One Day Tag Tournament (2011) – con Mio Shirai[132]
- Pro Wrestling Illustrated
  - 1ª tra le 50 migliori wrestler singole nella PWI Female 50 (2017)
- Pro Wrestling Wave
  - Wave Tag Team Championship (2) – con Ayumi Kurihara (1)[133] e Mio Shirai (1)
  - Catch the Wave (2011)[134]
  - Dual Shock Wave (2011) – con Ayumi Kurihara[133]
- Reina Joshi Puroresu
  - Reina World Tag Team Championship (1) – con Arisa Nakajima
  - Reina World Women's Championship (1)
  - Reina World Tag Team Championship Tournament (2014) – con Arisa Nakajima
- Rolling Stone
  - Eeriest Entrance of the Year (2017)
- Smash
  - Smash Diva Championship (2)[121]
  - Smash Diva Championship Tournament (2011)
- WWE
  - WWE Women's Tag Team Championship (4) – con Kairi Sane (2), Alexa Bliss (1) e Charlotte Flair (1)[135]
  - WWE Women's Championship (3)[136]
  - NXT Women's Championship (1)[137]
  - WWE SmackDown Women's Championship (1)[138]
  - Money in the Bank (edizione 2020)
  - Royal Rumble (edizione 2018)[67]
  - Mixed Match Challenge (edizione 2018) – con The Miz
  - NXT Year-End Award (3)[139]
    - Female Competitor of the Year (edizione 2016 e 2017)
    - Overall Competitor of the Year (edizione 2017)